# Mertzig
Mertzig (luxemburgisch Mäerzegⓘ) ist eine Gemeinde im Großherzogtum Luxemburg und gehört zum Kanton Diekirch. Die Gemeinde, zu der nur das Dorf Mertzig gehört, liegt auf der Grenze zwischen Ösling und Gutland.

## Geographie
Mertzig ist die westlichste Gemeinde im Kanton Diekirch. Sie grenzt im Norden an die Gemeinde Esch-Sauer, im Nordosten an Feulen, im Südosten an Ettelbrück und Colmar-Berg, im Süden an Vichten und im Westen an Grosbous.
Das Dorf liegt im Tal des Flusses Wark, der das Dorf von Südwesten nach Nordosten durchfließt. In den Karten von Joseph Johann von Ferraris sind Ober- und Untermertzig als eigenständige Ortschaften aufgeführt. Obermertzig auf der rechten und Untermertzig auf der linken Seite der Wark.

## Geschichte
Mertzig wird zum ersten Mal im Jahr 762 als Marciaco namentlich erwähnt. Andere Namen sind Martiaco, 842, und Mertzzich, 1476. Somit ist Mertzig wohl älter als Feulen und einer der ältesten Dörfer des Landes.
In der Feuerstättenzählung von 1526 wird Mertzig unter der Herrschaft von Esch-Sauer erwähnt. Overmertzich 7 mesnaiges, Niedermertzich 7 1/2 mesnaiges. Feulen hat bei dieser Zählung 25 mesnaiges (Feuerstätten). 1611 wurde wieder gezählt bei der auch Namen erwähnt werden.